# 國立臺灣大學哲學系
國立臺灣大學哲學系（英語：Department of Philosophy, National Taiwan University），簡稱臺大哲學系，前身為「臺北帝國大學文政學部哲學科」，是臺灣最早成立的哲學系所，隸屬於國立臺灣大學文學院。
全冠王

## 沿革
臺大哲學系可溯及1928年，台灣日治時期的臺北帝國大學創建之初，就已經成立的文政學部（學院）底下之哲學科。主要是培養有具有卓越思考能力，正確價值觀念，深厚人文素養的學生。1945年，國民政府接收臺北帝國大學，改為國立台灣大學，文政學部哲學科便改文學院哲學系。1957年，增設研究所碩士班。1985年，增設博士班。每年出版兩期《哲學論評》供相關學者進行學術交流，並與臺大文學院其他系所共同出版一年兩期的《文史哲學報》發表近期研究成果。

## 系主任
- 孫效智
- 苑舉正
- 林明照

## 系友
哲學系的系友眾多，在各個領域貢獻己長，如殷海光，陳鼓應，趙天儀在系上教學相長，勞思光為中研院院士，邱義仁曾任行政院副院長，鄭麗君為前文化部長、現任行政院副院長。

## 相關事件
台大哲學系事件，是在1972年12月到1975年6月，當時中華民國政府在臺大校園內以「反共」之名，對哲學系內中國自由派學者進行整肅的一連串行動，造成多位學者被解聘，哲學系停招一年。

## 外部連結
- 國立臺灣大學哲學系 （页面存档备份，存于）